# 1. August-Initiative

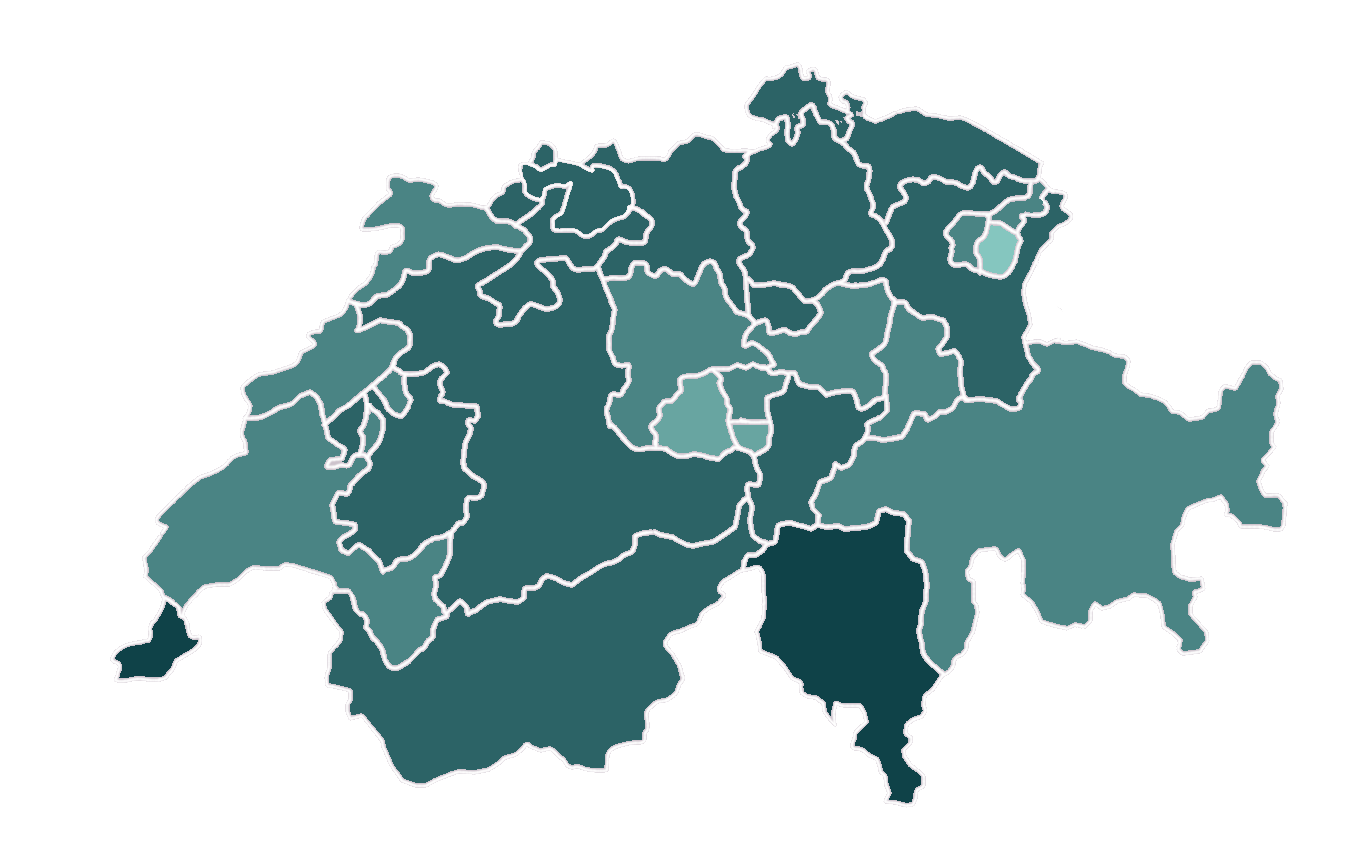
Grafische Darstellung der Ergebnisse der einzelnen Kantone

Die eidgenössische Volksinitiative «für einen arbeitsfreien Bundesfeiertag» (auch bekannt als 1. August-Initiative) ist eine Schweizer Volksinitiative, die am 26. September 1993 zur Abstimmung gelangte und von Volk und Ständen angenommen wurde. Sie wurde von den Schweizer Demokraten lanciert und hatte zum Ziel, den 1. August als arbeitsfreien Feiertag in der Bundesverfassung zu verankern. Mit einem Ja-Stimmenanteil von 83,8 % ist es bis heute die Volksinitiative mit der weitaus höchsten Zustimmungsrate.

## Wortlaut
Die Bundesverfassung wird wie folgt ergänzt:
Art. 116bis (neu)
1. Der 1. August ist in der ganzen Eidgenossenschaft Bundesfeiertag.
2. Er ist arbeitsrechtlich den Sonntagen gleichgestellt. Einzelheiten regelt das Gesetz.

Die Übergangsbestimmungen der Bundesverfassung werden wie folgt ergänzt:
Übergangsbestimmungen Art. 19 (neu)
1. Der Bundesrat setzt Artikel 116bis binnen drei Jahren nach Annahme durch Volk und Stände in Kraft.
2. Bis zum Inkrafttreten der geänderten Bundesgesetzgebung regelt der Bundesrat die Einzelheiten auf dem Wege der Verordnung.
3. Der Bundesfeiertag wird der Zahl der Feiertage nach Artikel 18 Absatz 2 des Arbeitsgesetzes vom 13. März 1964 nicht angerechnet.[1]

## Abstimmungsparolen
Die grosse Mehrheit der Parteien (FDP (allerdings mit 11 abweichenden Sektionen), CVP, SP, SVP, LdU, EVP, PdA, SD, EDU, FPS, Lega) und Verbände hatten die Ja-Parole beschlossen. Neben der Attraktivität eines zusätzlichen Feiertages spielte auch der Aspekt der einheitlichen Regelung eine wichtige Rolle. Bisher war der 1. August in den Kantonen Zürich, Schaffhausen, Thurgau, Tessin und Genf ein Feiertag, während in den andern Kantonen entweder halbtags oder bis 16 Uhr gearbeitet wurde.
Als einzige Partei hatten die Liberalen die Nein-Parole ausgerufen. Für sie stellte die Bundeskompetenz einen zu starken Eingriff in den Föderalismus, denn die Schweiz kannte bis zu diesem Zeitpunkt keine national einheitlichen Feiertage. Unterstützt wurden sie dabei vom Schweizerischen Gewerbeverband, der das Begehren wegen der Belastung der Wirtschaft durch einen zusätzlichen Feiertag bei voller Lohnzahlung ablehnten. Die Grünen entschlossen sich für die Stimmfreigabe, weil sie keine Initiative aus der rechtsnationalen Ecke unterstützen wollten.